# Campionati Internazionali di Sicilia 1999 - Qualificazioni singolare
Le qualificazioni del singolare dei Campionati Internazionali di Sicilia 1999 sono state un torneo di tennis preliminare per accedere alla fase finale della manifestazione. I vincitori dell'ultimo turno sono entrati di diritto nel tabellone principale. In caso di ritiro di uno o più giocatori aventi diritto a questi sono subentrati i lucky loser, ossia i giocatori che hanno perso nell'ultimo turno ma che avevano una classifica più alta rispetto agli altri partecipanti che avevano comunque perso nel turno finale.
Le qualificazioni del torneo Campionati Internazionali di Sicilia 1999 prevedevano 32 partecipanti di cui 4 sono entrati nel tabellone principale.

## Teste di serie
1. Jacobo Diaz-Ruiz (Qualificato)
2. German Puentes-Alcaniz (primo turno)
3. Juan-Albert Viloca-Puig (Qualificato)
4. Oliver Gross (secondo turno)

1. Sebastián Prieto (secondo turno)
2. Emilio Benfele Álvarez (secondo turno)
3. Eduardo Nicolas-Espin (Qualificato)
4. Jean-René Lisnard (ultimo turno)

## Qualificati
1. Jacobo Diaz-Ruiz
2. Eduardo Nicolas-Espin

1. Juan-Albert Viloca-Puig
2. David Sánchez

## Tabellone

### Legenda
| - Q = Qualificato - WC = Wild card - LL = Lucky loser | - ALT = Alternate - SE = Special Exempt - PR = Protected Ranking | - w/o = Walkover - r = Ritirato - d = Squalificato |

### Sezione 1
|  | Primo turno            | Primo turno                       | Primo turno                       | Primo turno | Primo turno |  |  | Secondo turno | Secondo turno          | Secondo turno    | Secondo turno     | Secondo turno |   |   | Ultimo turno | Ultimo turno     | Ultimo turno | Ultimo turno | Ultimo turno |  |
|  |                        |                                   |                                   |             |             |  |  |               |                        |                  |                   |               |   |   |              |                  |              |              |              |  |
|  | 1                      | Jacobo Diaz-Ruiz                  | Jacobo Diaz-Ruiz                  | 6           | 6           |  |  |               |                        |                  |                   |               |   |   |              |                  |              |              |              |  |
|  |                        | Manuel-Angel Sala-Martin De Rueda | Manuel-Angel Sala-Martin De Rueda | 3           | 3           |  |  | 1             | Jacobo Diaz-Ruiz       | Jacobo Diaz-Ruiz | 6                 | 6             |   |   |              |                  |              |              |              |  |
|  | Alessio Di Mauro       | Alessio Di Mauro                  | Alessio Di Mauro                  | 6           | 4           |  |  |               | Alessio Di Mauro       | Alessio Di Mauro | 1                 | 4             |   |   |              |                  |              |              |              |  |
|  | Davide Scala           | Davide Scala                      | Davide Scala                      | 4           | 2r          |  |  |               |                        |                  |                   |               |   |   | 1            | Jacobo Diaz-Ruiz | 5            | 7            | 6            |  |
|  | Roberto Carretero-Diaz | Roberto Carretero-Diaz            | Roberto Carretero-Diaz            | 6           | 6           |  |  |               |                        | 8                | Jean-René Lisnard | 7             | 6 | 3 |              |                  |              |              |              |  |
|  | Francesco Cina         | Francesco Cina                    | Francesco Cina                    | 1           | 1           |  |  |               | Roberto Carretero-Diaz | 4                | 6                 | 0             |   |   |              |                  |              |              |              |  |
|  | 8                      | Jean-René Lisnard                 | Jean-René Lisnard                 | 6           | 6           |  |  | 8             | Jean-René Lisnard      | 6                | 2                 | 6             |   |   |              |                  |              |              |              |  |
|  |                        | Salvador Navarro-Gutierrez        | Salvador Navarro-Gutierrez        | 4           | 4           |  |  |               |                        |                  |                   |               |   |   |              |                  |              |              |              |  |

### Sezione 2
|  | Primo turno         | Primo turno            | Primo turno         | Primo turno | Primo turno |  |  | Secondo turno       | Secondo turno         | Secondo turno         | Secondo turno         | Secondo turno         |   |   | Ultimo turno | Ultimo turno        | Ultimo turno        | Ultimo turno | Ultimo turno |  |
|  |                     |                        |                     |             |             |  |  |                     |                       |                       |                       |                       |   |   |              |                     |                     |              |              |  |
|  |                     | Juan Giner             | 6                   | 2           | 7           |  |  |                     |                       |                       |                       |                       |   |   |              |                     |                     |              |              |  |
|  | 2                   | German Puentes-Alcaniz | 4                   | 6           | 5           |  |  | Juan Giner          | Juan Giner            | Juan Giner            | 1                     | 3                     |   |   |              |                     |                     |              |              |  |
|  | Oscar Serrano-Gamez | Oscar Serrano-Gamez    | Oscar Serrano-Gamez | 6           | 6           |  |  | Oscar Serrano-Gamez | Oscar Serrano-Gamez   | Oscar Serrano-Gamez   | 6                     | 6                     |   |   |              |                     |                     |              |              |  |
|  | Stefano Galvani     | Stefano Galvani        | Stefano Galvani     | 3           | 2           |  |  |                     |                       |                       |                       |                       |   |   |              | Oscar Serrano-Gamez | Oscar Serrano-Gamez | 4            | 4            |  |
|  | Marcelo Charpentier | Marcelo Charpentier    | Marcelo Charpentier | 6           | 6           |  |  |                     |                       | 7                     | Eduardo Nicolas-Espin | Eduardo Nicolas-Espin | 6 | 6 |              |                     |                     |              |              |  |
|  | Dario Sciortino     | Dario Sciortino        | Dario Sciortino     | 1           | 2           |  |  |                     | Marcelo Charpentier   | Marcelo Charpentier   | 4                     | 4                     |   |   |              |                     |                     |              |              |  |
|  | 7                   | Eduardo Nicolas-Espin  | 0                   | 6           | 6           |  |  | 7                   | Eduardo Nicolas-Espin | Eduardo Nicolas-Espin | 6                     | 6                     |   |   |              |                     |                     |              |              |  |
|  |                     | Jan Frode Andersen     | 6                   | 4           | 4           |  |  |                     |                       |                       |                       |                       |   |   |              |                     |                     |              |              |  |

### Sezione 3
|  | Primo turno     | Primo turno             | Primo turno             | Primo turno | Primo turno |  |  | Secondo turno | Secondo turno           | Secondo turno    | Secondo turno   | Secondo turno   |   |   | Ultimo turno | Ultimo turno            | Ultimo turno            | Ultimo turno | Ultimo turno |  |
|  |                 |                         |                         |             |             |  |  |               |                         |                  |                 |                 |   |   |              |                         |                         |              |              |  |
|  | 3               | Juan-Albert Viloca-Puig | Juan-Albert Viloca-Puig | 6           | 6           |  |  |               |                         |                  |                 |                 |   |   |              |                         |                         |              |              |  |
|  |                 | Carlos Martinez-Comet   | Carlos Martinez-Comet   | 3           | 2           |  |  | 3             | Juan-Albert Viloca-Puig | 4                | 6               | 7               |   |   |              |                         |                         |              |              |  |
|  | Marcello Craca  | Marcello Craca          | Marcello Craca          | 7           | 6           |  |  |               | Marcello Craca          | 6                | 3               | 6               |   |   |              |                         |                         |              |              |  |
|  | Tommy Robredo   | Tommy Robredo           | Tommy Robredo           | 5           | 1           |  |  |               |                         |                  |                 |                 |   |   | 3            | Juan-Albert Viloca-Puig | Juan-Albert Viloca-Puig | 7            | 6            |  |
|  | Feliciano López | Feliciano López         | Feliciano López         | 6           | 7           |  |  |               |                         |                  | Feliciano López | Feliciano López | 5 | 1 |              |                         |                         |              |              |  |
|  | Marzio Martelli | Marzio Martelli         | Marzio Martelli         | 2           | 6           |  |  |               | Feliciano López         | Feliciano López  | 6               | 6               |   |   |              |                         |                         |              |              |  |
|  | 5               | Sebastián Prieto        | Sebastián Prieto        | 6           | 7           |  |  | 5             | Sebastián Prieto        | Sebastián Prieto | 3               | 3               |   |   |              |                         |                         |              |              |  |
|  |                 | Stefano Cobolli         | Stefano Cobolli         | 3           | 5           |  |  |               |                         |                  |                 |                 |   |   |              |                         |                         |              |              |  |

### Sezione 4
|  | Primo turno        | Primo turno            | Primo turno      | Primo turno | Primo turno |  |  | Secondo turno | Secondo turno          | Secondo turno | Secondo turno | Secondo turno |   |   | Ultimo turno  | Ultimo turno  | Ultimo turno  | Ultimo turno | Ultimo turno |  |
|  |                    |                        |                  |             |             |  |  |               |                        |               |               |               |   |   |               |               |               |              |              |  |
|  | 4                  | Oliver Gross           | 3                | 6           | 7           |  |  |               |                        |               |               |               |   |   |               |               |               |              |              |  |
|  |                    | Álex Calatrava         | 6                | 0           | 6           |  |  | 4             | Oliver Gross           | Oliver Gross  | 4             | 4             |   |   |               |               |               |              |              |  |
|  | David Sánchez      | David Sánchez          | 6                | 1           | 6           |  |  |               | David Sánchez          | David Sánchez | 6             | 6             |   |   |               |               |               |              |              |  |
|  | Thomas Schiessling | Thomas Schiessling     | 3                | 6           | 1           |  |  |               |                        |               |               |               |   |   | David Sánchez | David Sánchez | David Sánchez | 6            | 6            |  |
|  | Mariano Hood       | Mariano Hood           | Mariano Hood     | 6           | 6           |  |  |               |                        | Mariano Hood  | Mariano Hood  | Mariano Hood  | 4 | 4 |               |               |               |              |              |  |
|  | Francesco Caputo   | Francesco Caputo       | Francesco Caputo | 3           | 1           |  |  |               | Mariano Hood           | 4             | 7             | 6             |   |   |               |               |               |              |              |  |
|  | 6                  | Emilio Benfele Álvarez | 6                | 6           | 6           |  |  | 6             | Emilio Benfele Álvarez | 6             | 6             | 0             |   |   |               |               |               |              |              |  |
|  |                    | Dušan Vemić            | 7                | 1           | 2           |  |  |               |                        |               |               |               |   |   |               |               |               |              |              |  |